# 제나 데조자
제나 데조자(포르투갈어: Gena Desouza, 1997년 3월 2일 ~ )는 태국의 포르투갈계 가수이다.